# ビジュアル妄想倶楽部
『ビジュアル妄想倶楽部』（ビジュアルもうそうくらぶ）は、2006年3月11日にテレビ朝日の『ドスペ2』枠で放送された単発バラエティ番組。

## 概要
「ビジュアリスト」たちが当時流行していた言葉を妄想で膨らませていき、強烈な映像に仕立て上げるという内容で進行。そして最優秀作品だけを集めてビデオにし、それを東京都内の某レンタルビデオ店で1週間無料で貸し出していた。MCは木村祐一と堂真理子が、ナレーターはヒロシが務めていた。
なお、半年前の2005年9月10日深夜にも同じく『ドスペ2』枠で、言葉をテーマにした単発番組『日本語ビジュアル系』が放送されており、こちらも木村と堂とヒロシが出演していた。

## 出演者

### MC
- 木村祐一
- 堂真理子（テレビ朝日アナウンサー）

### ビジュアリスト
- ほっしゃん。（現・星田英利）
- 次長課長
- スピードワゴン
- 安めぐみ

### VTR出演者
- 加藤鷹

### ナレーター
- ヒロシ

## 取り上げたテーマ（言葉）
- ちょいワル
- かるくヤバイ
- あげあげ
- 想定の範囲外